# Ечміадзінський монастир
Ечміадзінський монастир (вірм. Էջմիածնի Մայր Տաճար, від стар. вір -.Էջ Միածինն — «Зішесття Єдинородних») — монастир Вірменської апостольської церкви, резиденція престолу Верховного Патріарха Католикоса всіх вірмен у 303–484 роках і знову з 1441 року. Розташований у місті Вагаршапат, область Армавір, Вірменія. Тут розташований Ечміадзінський собор та богословські навчальні заклади. Входить до списку Всесвітньої спадщини ЮНЕСКО. 

## Історія
Будівництво собору пов'язане з іменем короля Трдата III і католикоса Григорія Просвітителя. Згідно з легендою, Трдат III наказав закидати камінням дівчину-християнику, після чого він з божеволів. Один із ув'язнених християн на ім'я Григорій (який став відомий як Григорій Просвітитель) вилікував його і навернув у християнство, після чого все населення Вірменії наслідувало приклад свого вождя. Місце для храму було показано Григорію Просвітителю самим Ісусом Христом. Раніше тут проводилися язичницькі обряди та поклоніння місцевим богам.
Незабаром після впровадження християнства, як державної релігії у Вірменії в 303 році було споруджено дерев'яний собор, який у V та VII ст. був перебудований з каміння. В 1653–1658 роках була збудована Дзвіниця, а у 1869 році — ризниця.

В інтер'єрі собору збереглися фрески, створені на межі XVII–XVIII століть (Авнатан Нагаш), а також на прикінці XVIII століття.  (А. Авнатанян). Монастирський комплекс складається з трапезної (перша половина XVII століття), готелю (середина XVIII століття),  будинку Католикоса (1738–41), школи (1813), кам’яного ставка (1846) та інших будівель. За радянських часів було зведено багато будинків та громадських будівель. Грецький митрополит Хризант Неапотраський, який відвідав монастир у XVIII столітті, у своєму «Поясненні» до російського фельдцейхмейстера князя Платона Олександровича Зубова, кажучи про католикос та монастир, зазначив: 
 « Цей Патріарх має велику владу в усіх тих місцях, і майже весь народ виконує його накази. Він майже самовладний. Про монастир той можу сказати, що немає у світі  нічого багатшого, ніба монастир Св. Іоанна Лоретта, що у папських володіннях та власні папські скарби із цим вірменським монастирем можна прирівняти. У ньому знаходиться велика кількість ченців та єпископів, бо на кожній посаді монастирського начальника повинен бути один з єпископів і від малого до великого всі багаті. Скарб цього монастиря невідомо де зберігається, але, схоже, його зберігають у підвалі для безпеки». 
 У Ечміадзині є також церква Св. Рипсима (618), купольна базиліка Гаяне (630, відреставрована в 1652) з триарочним гавітом (1683), церква Шакагат (1694). У соборі знаходиться музей із колекцією творів середньовічного декоративно-прикладного мистецтва (заснований у 1955 р.).
Ечміадзінський монастир є резиденцією Католикоса всіх вірмен з початку IV століття до 484 року і знову з 1441 року. На початку V століття в Вагаршапаті був скликаний церковний собор, який ухвалив рішення про створення вірменського алфавіту і перекладу Біблії. У Ечміадзінському монастирському комплексі розташовані Ечміадзінський кафедральний собор і богословські навчальні заклади. Дерев'яний собор був вперше побудований в перші роки IV століття (незабаром після введення у Вірменії християнства як державної релігії) і потім перебудований у кам'яний в V і VII століттях.

У 491 році в Ечміадзині був скликаний церковний собор, який офіційно наклав анафему халкідонського віровчення. В кінці V століття марзпан Вірменії Ваан Мамікоян призначив настоятелем монастиря Лазаря Парпеці. На думку М. Токарского, до VII століття Ечміадзин був базилікою з дерев'яним дахом. Купол, можливо п'ять, з'явилися в VII столітті після капітальної перебудови католикосом Комітасом. Католикос Саак Дзоропореці (677—703) посвятив монастирю свій вірш «Єдинородний від Отця»:
|  | Прийдемо і спорудимо тут пречистого світла джерело! — Бо тут засяяло нам світло, осяявши землю вірменську. |

М. Токарський передбачає, що вже в XIII столітті монастир був у руїнах. У написаному в 1304 році "Плачі біля воріт св. Катогіке» Степанос Орбелян оплакував втрату незалежності Вірменії, закликав розкиданих по різних країнах світу вірмен повертатися на батьківщину і відновити монастир.

## Відновлення католикосата в Ечміадзині
У 1441 році вірменський Патріарший престол був знову повернутий в Ечміадзин. «Британська енциклопедія» зазначає: «... у 1441 році католикос Кіракос повернув месцепреребування в Вагаршапат, який згодом став домом «католикоса всіх вірмен». «Енциклопедія ісламу» пише: «месцеперебування католикоса було повернуто назад в Ечміадзин, недалеко від Араксу, в IX/XV столітті.» Кінець XIV — перша половина XV століть стали епохою кризи в історії Вірменської апостольської церкви. Престол Католікоса, що знаходився в місті Сісе в Кілікії, неодноразово переходив із рук в руки, в результаті чого кілька католикосів навіть загинули. Паралельно з цим на території Східної Вірменії, зокрема, в Сюніке, почався рух за відродження вірменської церкви. Саме там виникла ідея про перенесення престолу католікоса в Ечміадзін — її найдавніший історичний центр. Ще раніше, в 1304 році, ця ідея відбивалася в творі «Плач біля воріт св. Катогіке» Степаноса Орбеляна. Питання стало найбільш актуальним особливо після падіння Кілікійської вірменської держави.
Правитель держави Кара Коюнлу Джаханшах з метою залучення на свою сторону духовенства погодився сприяти перенесенню католикоського престолу в Ечміадзин. Він розпорядився також звільнити від державних податків Татевський і Вагадінський монастирі, які відіграли значну роль в порівнянні з іншими релігійними осередками зазначеного часу.
У травні 1441 року за згодою єреванського бека Ягуба більше 300 вардапетів, єпископів, світських вельмож і старійшин з'їхалися в Ечміадзін для обрання нового католікоса. У зборах 700 єпископів, архімандритів, вчених, а також представників знаті, організованої Католикосом Григором IX, це рішення остаточно було закріплене.

## Новий і новітній час
В 1604 іранський шах Аббас I вирішив перенести соборний храм по частинах в нову столицю держави Ісфахан, де в результаті депортації з Закавказької Вірменії була сформована велика вірменська громада. Цей план не був реалізований, але багато реліквій були вивезені і зберігаються в Ванкськом соборі.
Околиці Ечміадзина постраждали в результаті Кавказької війни. У травні 1827 російські війська почали наступ на Єреванському напрямку, зайняли Ечміадзин, блокували Єреван, а потім захопили Нахічевань і фортецею Аббасабад. 9 червня командувача російськими військами Паскевича сповістили про те, що перський командувач Гассан хан збирається зробити набіг на російські поселення, збираючись пройти від Гумри через Джалал Огли в Башчекет до Цалко, очоливши 1500 вершників. Але прибуття Паскевича в Ечміадзин і його переговори з навколишніми «татарами» (азербайджанцями) змусили Гассана змінити свої плани. Російське командування вжило заходів для відбиття наступу, але зупинити повністю перську кінноту було неможливим — вся її діяльність з тих часів обмежується лише кількома набігами в російські поселення, переважно в околиці самого Ечміадзина. На початку серпня Аббас-Мірза, прагнучи зупинити подальший наступ росіян, вторгся в Еріванське ханство, 15 (27) серпня осадив Ечміадзин, але зазнавши поразки від О.І. Красовського у с. Ушагал (Ошакан) на р. Касах, відступив до Персії.
8 червня 1827 року синкліт вірменського духовенства вітав дзвоном фельдмаршала Івана Паскевича. Другий раз в ході Перської кампанії Ечміадзинський монастир був зайнятий росіянами, очолюваними генералом Опанасом Красовським, в серпні 1827 року. Під його керівництвом билися вірменські добровільні загони, сформовані Тифлиським єпископом Нерсесом Аштаракеці. У 1828 році за Туркманчайською угодою Ечміадзин увійшов до складу Російської імперії.
У Російському законодавстві проведений був принцип, згідно з яким «Ечміадзінський верховний Патріарх обирався всім гайканськім народом вірмено-григоріанського віросповідання за встановленим порядком, незалежно від місця проживання окремих членів народу».
У 1869 році біля собору з'явилася ризниця. Вона була прибудована зі східного боку і використовується для зберігання церковного начиння і дорогоцінних реліквій.
12 червня 1903 року було видано указ про конфіскацію майна Вірменської апостольської церкви. Відповідно до закону, все нерухоме майно (включаючи територію Ечміадзинського монастиря) і капітал, що належали Вірменській церкві та духовним установам, переходили у відання держави. З доходів від конфіскованого майна і грошових коштів виділялася частка їх колишньому власникові - вірменським духовним установам. Пограбуванням Ечміадзина керував Єриванський віце-губернатор Михайло Накашідзе, майбутній бакинський губернатор.
Католикос Мкртич I очолив масову протестну кампанію вірменського народу, яка увінчалася успіхом: 1 серпня 1905 Микола II підписав указ про повернення Вірменській церкві конфіскованого майна; одночасно дозволялося знову відкрити вірменські національні школи.
У 1915 році братія Ечміадзинського монастиря надавала самовіддану допомогу біженцям із Західної Вірменії.

## Галерея

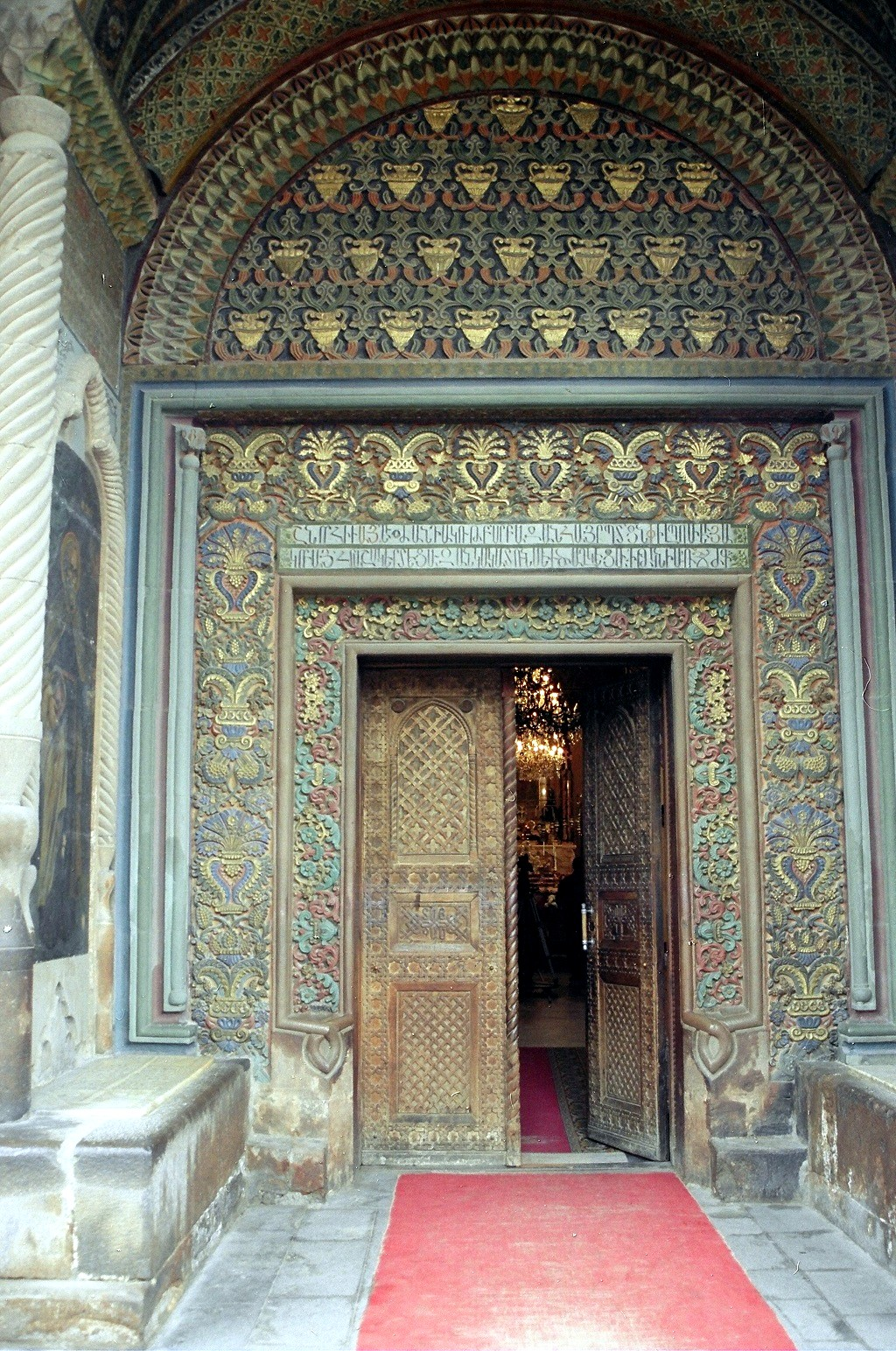
Ворота
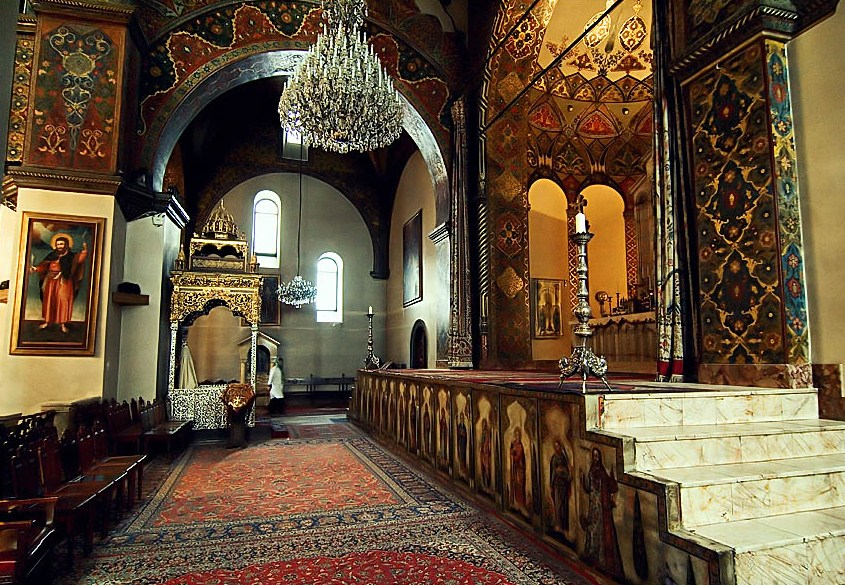
Інтер'єр
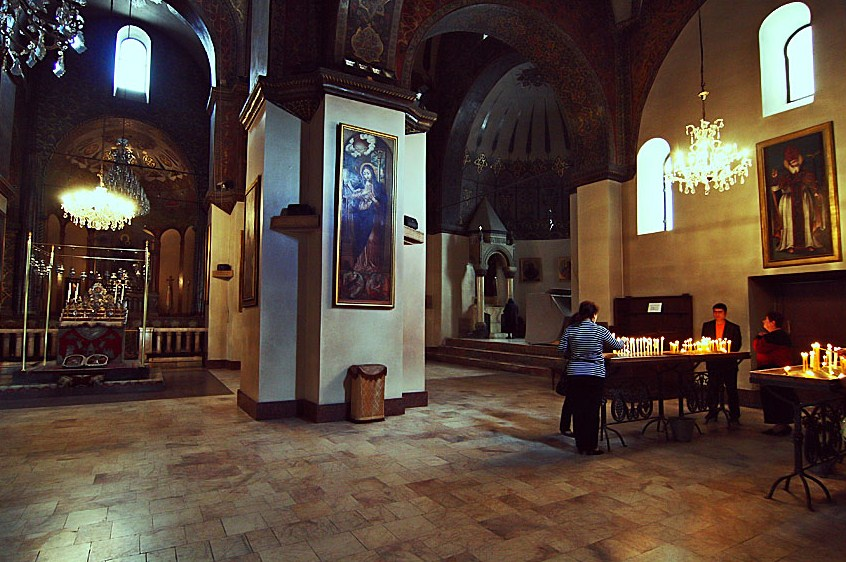
Інтер'єр
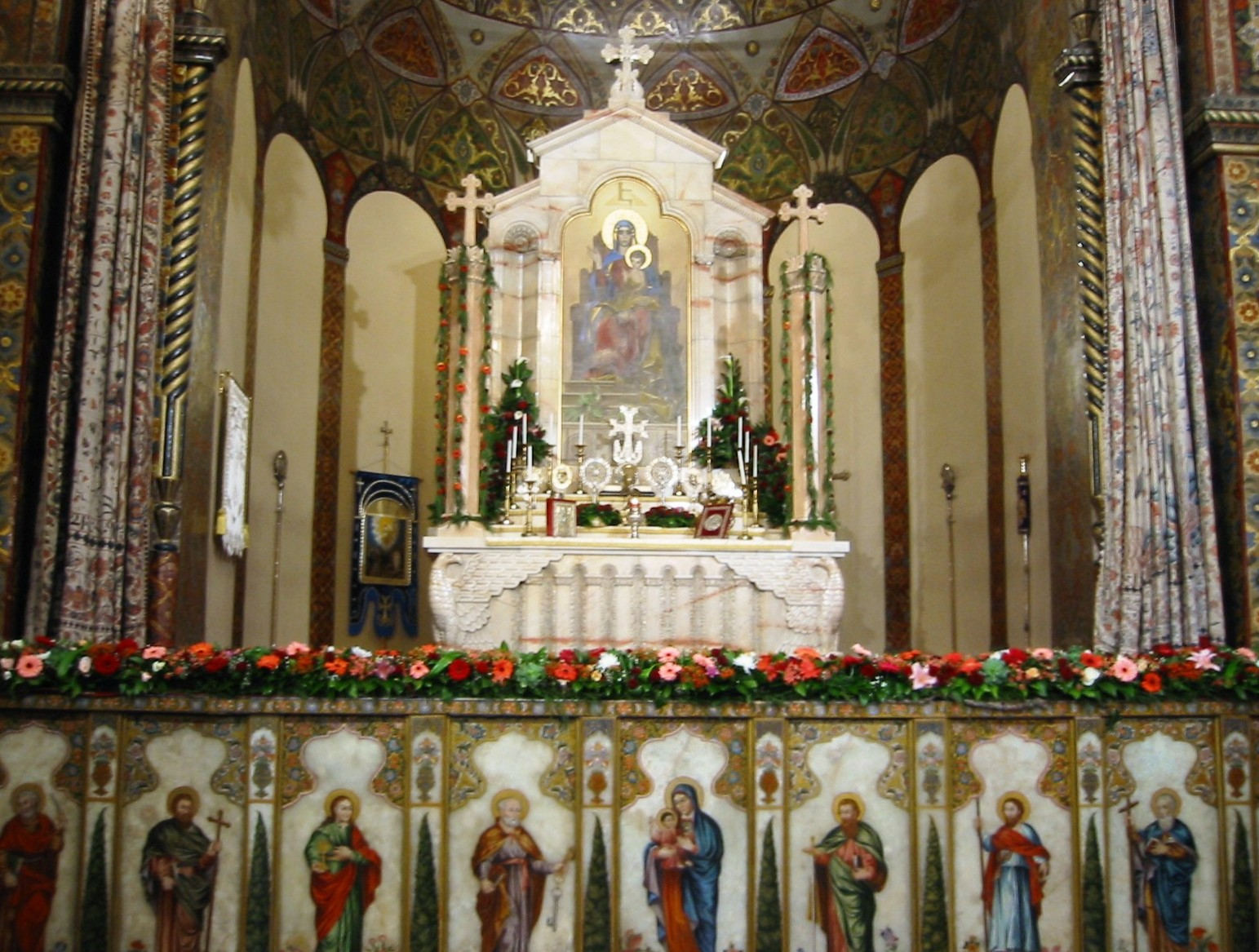
Вівтар
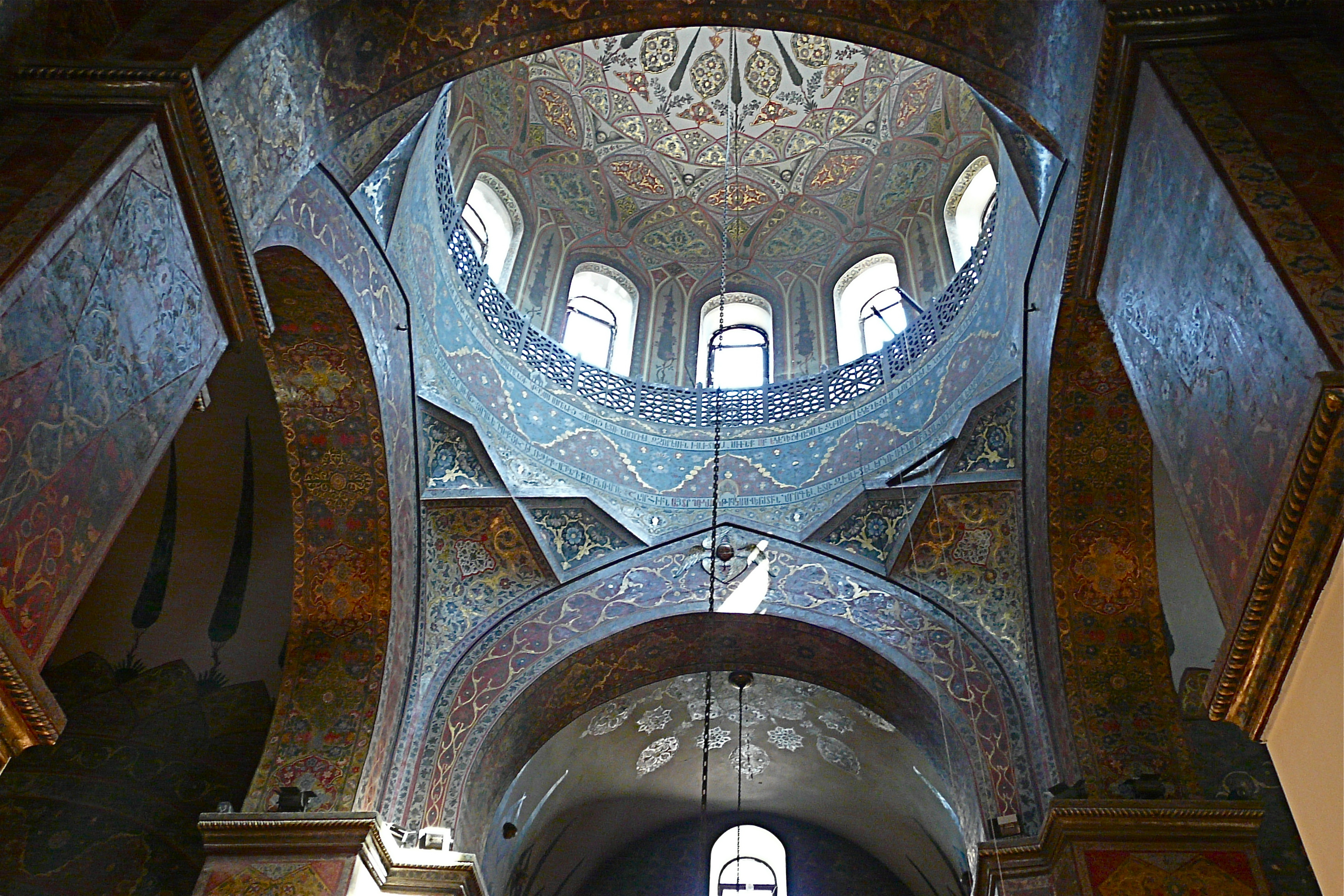
Фрески